# Campionati del mondo di mountain bike 2011
I Campionati del mondo di mountain bike 2011 (en.: 2011 UCI Mountain Bike & Trials World Championships), ventiduesima edizione della competizione, furono disputati a Champéry, in Svizzera, tra il 31 agosto e il 4 settembre.

## Eventi
Si è gareggiato in tre discipline della mountain bike, cross country, downhill e four-cross, e nel trial (20 e 26 pollici).

## Medagliere
| Pos.   | Nazione       | Oro | Argento | Bronzo | Totale |
| ------ | ------------- | --- | ------- | ------ | ------ |
| 1      | Francia       | 4   | 2       | 4      | 10     |
| 2      | Svizzera      | 2   | 3       | 0      | 5      |
| 2      | Regno Unito   | 2   | 3       | 0      | 5      |
| 4      | Rep. Ceca     | 2   | 0       | 0      | 2      |
| 5      | Canada        | 1   | 0       | 2      | 3      |
| 5      | Paesi Bassi   | 1   | 0       | 2      | 3      |
| 6      | Australia     | 1   | 0       | 0      | 1      |
| 7      | Polonia       | 0   | 2       | 0      | 2      |
| 8      | Nuova Zelanda | 0   | 1       | 1      | 2      |
| 9      | Germania      | 0   | 1       | 0      | 1      |
| 9      | Austria       | 0   | 1       | 0      | 1      |
| 11     | Italia        | 0   | 0       | 3      | 3      |
| 12     | Germania      | 0   | 0       | 1      | 1      |
| Totale | Totale        | 13  | 13      | 13     | 39     |

## Sommario degli eventi
| Eventi                       | Oro                                       | Tempo                      | Argento                                          | Tempo    | Bronzo                                           | Tempo    |
| Cross country                |                                           |                            |                                                  |          |                                                  |          |
| Uomini Elite dettagli        | Jaroslav Kulhavý Rep. Ceca                | 1h44'30" Media xx,xxx km/h | Nino Schurter Svizzera                           | a 47"    | Julien Absalon Francia                           | a 1'26"  |
| Uomini Under-23 dettagli     | Thomas Litscher Svizzera                  | 1h32'30" Media xx,xxx km/h | Marek Konwa Polonia                              | a 1'42"  | Henk Jaap Moorlag Paesi Bassi                    | a 2'13"  |
| Uomini Junior dettagli       | Victor Koretzky Francia                   | 1h07'18" Media xx,xxx km/h | Anton Cooper Nuova Zelanda                       | a 1'18"  | Andrey Fonseca Costa Rica                        | a 1'19"  |
| Donne Elite dettagli         | Catharine Pendrel Canada                  | 1h46'14" Media xx,xxx km/h | Maja Włoszczowska Polonia                        | a 28"    | Eva Lechner Italia                               | a 1'36"  |
| Donne Under-23 dettagli      | Julie Bresset Francia                     | 1h32'49" Media xx,xxx km/h | Annie Last Regno Unito                           | a 1'30"  | Pauline Ferrand-Prévot Francia                   | a 5'47"  |
| Donne Junior dettagli        | Linda Indergand Svizzera                  | 57'30" Media xx,xxx km/h   | Lena Putz Germania                               | a 2'19"  | Julia Innerhofer Italia                          | a 2'44"  |
| Team relay                   |                                           |                            |                                                  |          |                                                  |          |
| Staffetta a squadre dettagli | Francia Canal, Koretzky, Bresset, Marotte | 54'04" Media xx,xxx km/h   | Svizzera Litscher, Forster, Schneitter, Schurter | a 41"    | Italia Kerschbaumer, Samparisi, Lechner, Fontana | a 54"    |
| Downhill                     |                                           |                            |                                                  |          |                                                  |          |
| Uomini Elite dettagli        | Danny Hart Regno Unito                    | 3'41"989 Media xx,xxx km/h | Damien Spagnolo Francia                          | a 11"699 | Samuel Blenkinsop Nuova Zelanda                  | a 12"993 |
| Uomini Junior dettagli       | Troy Brosnan Australia                    | 3'51"503 Media xx,xxx km/h | David Trummer Austria                            | a 12"188 | Guillaume Cauvin Francia                         | a 19"294 |
| Donne Elite dettagli         | Emmeline Ragot Francia                    | 4'54"012 Media xx,xxx km/h | Rachel Atherton Regno Unito                      | a 15"291 | Claire Buchar Canada                             | a 27"953 |
| Donne Junior dettagli        | Manon Carpenter Regno Unito               | 5'11"545 Media xx,xxx km/h | Agnes Delest Francia                             | a 14"457 | Lauren Rosser Canada                             | a 17"248 |
| Four-cross                   |                                           |                            |                                                  |          |                                                  |          |
| Uomini dettagli              | Michal Prokop Rep. Ceca                   |                            | Roger Rinderknecht Svizzera                      |          | Joost Wichman Paesi Bassi                        |          |
| Donne dettagli               | Anneke Beerten Paesi Bassi                |                            | Fionn Griffiths Regno Unito                      |          | Céline Gros Francia                              |          |

| Eventi                     | Oro | Penalità | Argento | Penalità | Bronzo | Penalità |
| Trials                     |     |          |         |          |        |          |
| Uomini Elite 26" dettagli  |     | p.ti     |         | p.ti     |        | p.ti     |
| Uomini Elite 20" dettagli  |     | p.ti     |         | p.ti     |        | p.ti     |
| Uomini Junior 26" dettagli |     | p.ti     |         | p.ti     |        | p.ti     |
| Uomini Junior 20" dettagli |     | p.ti     |         | p.ti     |        | p.ti     |
| Donne dettagli             |     | p.ti     |         | p.ti     |        | p.ti     |